# Stazione di Catanzaro Città
Stazione di Catanzaro Città vasútállomás Olaszországban, Catanzaro településen.

## Vasútvonalak
Az állomást az alábbi vasútvonalak érintik:
- Cosenza-Catanzaro Lido-vasútvonal

## Kapcsolódó állomások
A vasútállomáshoz az alábbi állomások vannak a legközelebb:
- Gagliano railway station
- Catanzaro Piazza Matteotti railway station